# 노재윤
노재윤(白成吉, 1945년 10월 7일 ~ 2023년 3월 21일)은 대한민국의 법조인이다.

## 학력
- 경남고등학교 (졸업)
- 연세대학교 의과대학 (의학 / 학사)
- 연세대학교 대학원 (의학 / 석사)
- 연세대학교 대학원 (의학 / 박사)

## 경력
- 연세대학교 교수
- MD앤더슨 암센터 교수
- 서울아산병원 명예교수
- 재미 연세의대 총동창회장

## 생애
그는 1945년 서울에서 태어났다. 그는 동국대학교를 졸업하고, 1986년 제7회 군법무관임용시험 최종합격자 30명에 이름을 올렸다. 그렇게 군법무관 생활을 거쳐 2004년 제46회 사법시험에 합격해 제36기 사법연수원을 수료하고 서울 서초구 서초2동에 백성길법률사무소를 차려 kr-변호사 서비스를 제공했다. 그는 개인회생전문, 파산, 면책 등을 전문적으로 다뤘으며 국선 변호사와 서울지방변호사회 회원으로도 활동했다.